# Rinspeed Bedouin
Der Rinspeed Bedouin ist ein 2003 auf dem Genfer Auto-Salon vorgestelltes Konzeptfahrzeug des Schweizer Unternehmens Rinspeed.
Der Bedouin basiert auf einem Porsche 996 Carrera Turbo, dessen Allradantrieb und Bodengruppe er unter anderem besitzt. Äußerlich erscheint der Wagen mit einer Erhöhung um 14 Zentimeter als Geländefahrzeug; das Fahrwerk lässt sich dabei in der Härte und in der Höhe verstellen. Ein Vierventil-Doppellader-Turbomotor mit 420 PS und sechs Zylindern treibt den Bedouin an und beschleunigt das mit Erdgas betriebene Fahrzeug auf abgeregelte 250 km/h. Die 100-km/h-Marke wird nach 5,9 Sekunden erreicht.
Wie alle Konzeptfahrzeuge des Schweizer Designunternehmens hat auch der Bedouin einige technische „Spielereien“. Er lässt sich unter anderem durch die Betätigung eines Knopfes oder der Steuerung per Fernbedienung in zehn Sekunden von einem viersitzigen Kombi in einen Pick-up mit zwei Sitzen verwandeln. Dafür sorgen zwei Elektromotoren, die über mechanische Spindelgetriebe zunächst das ganze Fahrzeugdach absenken oder anheben. Dabei faltet sich das vordere Dachteil bis zur Heckscheibe, das hintere zur Ladefläche.
Zur Erhöhung der Sicherheit ist der Verstellmechanismus mit selbstverriegelnden und funktional gleichen Sicherungen und Sicherheitsschaltern ausgestattet.
Im Innenraum ist der Bedouin sehr exklusiv gehalten. Die Innenausstattung wurde zwar fast komplett vom 996 übernommen, allerdings ist die Ausstattung gemeinsam mit dem Rinspeed-Partner Swarovski entstanden. So wurden unter anderem die Türverkleidungen, der Schaltknauf und das Rinspeed-Logo in den Sitzen des Wagens mit Kristallen belegt. Darüber hinaus gehört zur Innenausstattung des Bedouin ein sieben Zoll großer Flachbildschirm, der dem Fahrer als Rückfahrkamera oder dem Beifahrer als Unterhaltungsmedium dienen kann.